# Roggenstorf
Roggenstorf är en kommun och ort i Landkreis Nordwestmecklenburg i förbundslandet Mecklenburg-Vorpommern i Tyskland.
Kommunen ingår i kommunalförbundet Amt Grevesmühlen-Land tillsammans med kommunerna Bernstorf, Gägelow, Rüting, Stepenitztal, Testorf-Steinfort, Upahl och Warnow.